# Werner Martin (Politiker, 1920)
Werner Martin (* 27. November 1920 in Mylau; † 11. Oktober 2010 in Dresden) war ein deutscher Politiker der DDR-Blockpartei National-Demokratische Partei Deutschlands (NDPD). 

## Leben
Werner Martin war der Sohn eines Angestellten. Nach dem Besuch der Volksschule und der Berufsschule absolvierte er von 1935 bis 1939 eine Lehre als Elektroinstallateur. Am 28. März 1939 beantragte er die Aufnahme in die NSDAP und wurde zum 1. September desselben Jahres aufgenommen (Mitgliedsnummer 7.175.945). Nach Ausbruch des Zweiten Weltkrieges wurde er zur Wehrmacht einberufen. Gegen Kriegsende geriet er in Gefangenschaft. In der DDR wurde er Mitarbeiter der Koordinierungsstelle für Standardisierung und Organisation. Er trat der nach dem Zweiten Weltkrieg in der Sowjetischen Besatzungszone gegründeten NDPD bei. Bei den Wahlen zur Volkskammer war Martin Kandidat der Nationalen Front der DDR. Ab 1963 war er Mitglied der NDPD-Fraktion in der Volkskammer der DDR. Am 1. September 1966 legte er sein Mandat nieder.